# BPM (управленческая концепция)
BPM (англ. business process management, управление бизнес-процессами) — концепция процессного управления организацией, рассматривающая бизнес-процессы как особые ресурсы предприятия, непрерывно адаптируемые к постоянным изменениям, и полагающаяся на такие принципы, как понятность и видимость бизнес-процессов в организации за счёт их моделирования с использованием формальных нотаций, использования программного обеспечения моделирования, симуляции, мониторинга и анализа бизнес-процессов, возможность динамического перестроения моделей бизнес-процессов силами участников и средствами программных систем.
BPM отвечает на вопросы где, когда, зачем, как и какая работа выполняется и кто отвечает за её выполнение.
BPMS/BPMT (англ. business process management system/tool, система (инструмент) управления бизнес-процессами) — технологическое программное обеспечение для поддержки концепции BPM. Среди нотаций моделирования бизнес-процессов в различных решениях используются языки BPMN, EPC (англ. Event-driven Process Chain), IDEF0 и другие. Среди известных нотаций выполнения бизнес-процессов, применяемых в программных системах — BPEL и её диалекты, YAWL.

## Критерии оценки решений
Аналитики Gartner выделяют в качестве основных следующие критерии оценки BPM-решений:
- поддержка задач «человек-человек» (англ. human workflow) и удобство интерфейса пользователя;
- поддержка организационной структуры и ролевых групп;
- возможность переназначения заданий, оперативного вмешательства в процесс и обработки исключительных ситуаций;
- возможность управления логикой процесса с рабочего места пользователя;
- удобство использования и администрирования;
- наличие графических средств разработки моделей бизнес-процесса;
- поддержка общепринятых архитектур и стандартов;
- производительность и масштабируемость;
- способность обслуживать многочисленные, продолжительные и распределённые процессы;
- понятный интерфейс настройки и возможность минимального участия ИТ-специалистов во внедрении и поддержке;
- возможность информирования в реальном времени по отклонениям показателей процесса;
- поддержка сервис-ориентированной архитектуры;
- присутствие шаблонов бизнес-процессов, референтных моделей бизнес-процессов, на основании которых могут быть разработаны новые процессы;
- низкая совокупная стоимость владения.

## Цели внедрения BPM
Концепция предполагает внедрение BPM-решения для достижения следующих целей:
- Скорость — сокращение времени выполнения процессов за счёт регламентации и автоматизации шагов процессов, введения временных ограничений для исполнения шагов процессов;
- Качество — за счёт прозрачности бизнес-процессов для всех участников, регламентации и средств мониторинга обеспечивается соблюдение всех предусмотренных правил;
- Управление на основе показателей — выполнение процессов может контролироваться через наборы процессных показателей, которые отражают затраты на процесс, время выполнения и загрузку ресурсов, таким образом, облегчая анализ и оптимизацию процесса на основании реальных значений показателей;
- Гибкость — возможность достижения организационной гибкости компании через привлечение участников процессов к моделированию и перестройке.

## Основные участники управления бизнес-процессами
- Архитектор процессов — отвечает за описание и проектирование бизнес-процессов.
- Процессный аналитик — отвечает за построение, внедрение, мониторинг и оптимизацию бизнес-процессов.
- Владелец процесса — отвечает за исполнение бизнес-процесса от начала до конца, в соответствии с определёнными целевыми показателями эффективности и в конечном итоге за создание ценности для потребителя[3].